# Verne Gagne
Verne Gagne (Robbinsdale, 26 februari 1926 – Bloomington (Minnesota), 27 april 2015) was een Amerikaans professioneel worstelaar, footballspeler, promotor en professioneel worsteltrainer. Hij was de voormalig promotor van American Wrestling Association (AWA) in Minneapolis.

## Kampioenschappen en prestaties

### Amateur worstelen
- Amateur Athletic Union
  - Northwestern AAU Championship (1942)
  - National AAU Championship (1948, 1949)

- Big Ten Conference
  - Big Ten Conference Championship (1944, 1947, 1948)

- Minnesota State High School League
  - Minnesota State Championship (1943)

- National Collegiate Athletic Association
  - NCAA Championship (1948, 1949)

- Olympische Spelen
  - Member of 1948 United States Olympic Team

### Professioneel worstelen
- Cauliflower Alley Club
  - Lou Thesz Award (2006)

- International Pro Wrestling
  - IWA World Heavyweight Championship (1 keer)

- NWA Chicago
  - NWA United States Heavyweight Championship (1 keer)
  - NWA World Tag Team Championship (1 keer met Edouard Carpentier)

- NWA Minneapolis Wrestling and Boxing Club / American Wrestling Association
  - AWA World Heavyweight Championship (10 keer)
  - AWA World Tag Team Championship (4 keer; 1 keer met Moose Evans, 1 keer met The Crusher, 1 keer met Billy Robinson en 1 keer met Mad Dog Vachon)
  - NWA World Tag Team Championship (4 keer; 1 keer met Bronko Nagurski, 2 keer met Leo Nomellini en 1 keer met Butch Levy)
  - World Heavyweight Championship (Omaha version) (1 keer)

- NWA Tri-State
  - NWA World Junior Heavyweight Championship (1 keer)

- Omaha, Nebraska
  - World Heavyweight Championship (Omaha version) (4 keer)

- Pro Wrestling Illustrated
  - PWI Stanley Weston Award (1986)

- Professional Wrestling Hall of Fame
  - Class of 2004

- Southwest Sports Inc.
  - NWA Texas Heavyweight Championship (2 keer)
  - NWA World Tag Team Championship (Texas version) (1 keer met Wilbur Snyder)

- World Championship Wrestling
  - WCW Hall of Fame (Class of 1993)

- World Wrestling Entertainment
  - WWE Hall of Fame (Class of 2006)

- Wrestling Observer Newsletter awards
  - Wrestling Observer Newsletter Hall of Fame (Class of 1996)

## Trainercarrière
| - Greg Gagne - Ric Flair - Gene Anderson - Ole Anderson - Lars Anderson - Ricky Steamboat | - Curt Hennig - Bob Backlund - Iron Sheik - Paul Ellering - Jim Brunzell - Blackjack Mulligan | - Brian Knobbs - Jerry Sags - Scott Norton - Jimmy Valiant - Baron Von Raschke - Brad Rheingans | - Ken Patera - Larry Hennig - Scott Irwin - Bob Brown - The Undertaker - Buddy Rose | - Sgt. Slaughter - John Nord - Jimmy Snuka - Bill Irwin |